# Real Valladolid Club de Fútbol (femenino)
La sección de fútbol femenino del Real Valladolid Club de Fútbol fue creada en 2009 y jugó en la Superliga Femenina durante dos temporadas. En julio de 2011, la sección desapareció debido a problemas económicos.

## Historia
En verano de 2009 se produce en la Superliga una modificación de la competición impulsada por la Federación. Ésta decide cursar invitaciones a las SAD de Primera (dos) y Segunda (cuatro) así como una de Segunda B y Tercera para participar en la competición, con la promesa de que no habrá descensos en las dos primeras temporadas con el objetivo de la consolidación de la nueva competición.
En junio de 2009, el Real Valladolid recibe la invitación por parte de la Real Federación Española de Fútbol para crear un equipo que pueda disputar la Superliga Nacional Femenina. El Real Valladolid acepta dicha invitación y comienza a buscar jugadoras por los equipos de fútbol femeninos ya existentes en Valladolid capital y alrededores.
Tras una primera temporada de adaptación en que el equipo clasifica en los últimos puestos, la federación anuncia que en la siguiente temporada sí habrá descensos (siete equipos). En su segunda temporada el equipo clasifica en último lugar y se consuma el descenso. En julio de 2011 el club anuncia la desaparición del equipo debido a los costes económicos y culpa a la federación por incumplir su palabra respecto a los descensos.
En febrero de 2019, el presidente del Real Valladolid Ronaldo Nazario indica en una entrevista que: "Vamos a empezar otra vez el proyecto del fútbol femenino".
El 7 de junio de 2022 el Real Valladolid llegó a un acuerdo con el Club Deportivo Villa de Simancas para vincular al equipo femenino de este último con la entidad blanquivioleta bajo el nombre de Real Valladolid Simancas.

## Estadio
Campos anexos al Estadio Zorrilla, con capacidad para 1.500 espectadores.
Inaugurado en 1988 y a pocos metros del Estadio José Zorrilla, contiene un campo de hierba natural, más dos de hierba artificial, inaugurados en 2001.
En el estadio anexo, aparte de ser la sede principal de los partidos del Real Valladolid Femenino y el Real Valladolid Promesas, también sirve como campo de entrenamiento del Real Valladolid, amén de albergar los partidos de todas las categorías inferiores del Real Valladolid.
Además, también sirve como sede para la fase local de la Copa Coca Cola.

## Datos del club
- Temporadas en Superliga: 2.
  - Partidos jugados: 52
    - Ganados: 4
    - Empatados: 8
    - Perdidos: 40

  - Goles a favor: 40
  - Goles en contra: 167
  - Puntos: 20
- Mayor goleada conseguida: 
  - Como local: Real Valladolid 2-0 Nàstic (2009/10).
  - Como visitante: Nàstic 0-3 Real Valladolid (2009/10).
- Mayor goleada encajada: 
  - Como local: Real Valladolid 0-9 Athletic Club (2010/11).
  - Como visitante: Athletic Club 7-0 Real Valladolid (2010/11).
- Mejor puesto en la liga: 6º (2009/10 Grupo C).
- Peor puesto en la liga: 7º (2010/11 Grupo C).

### Última plantilla

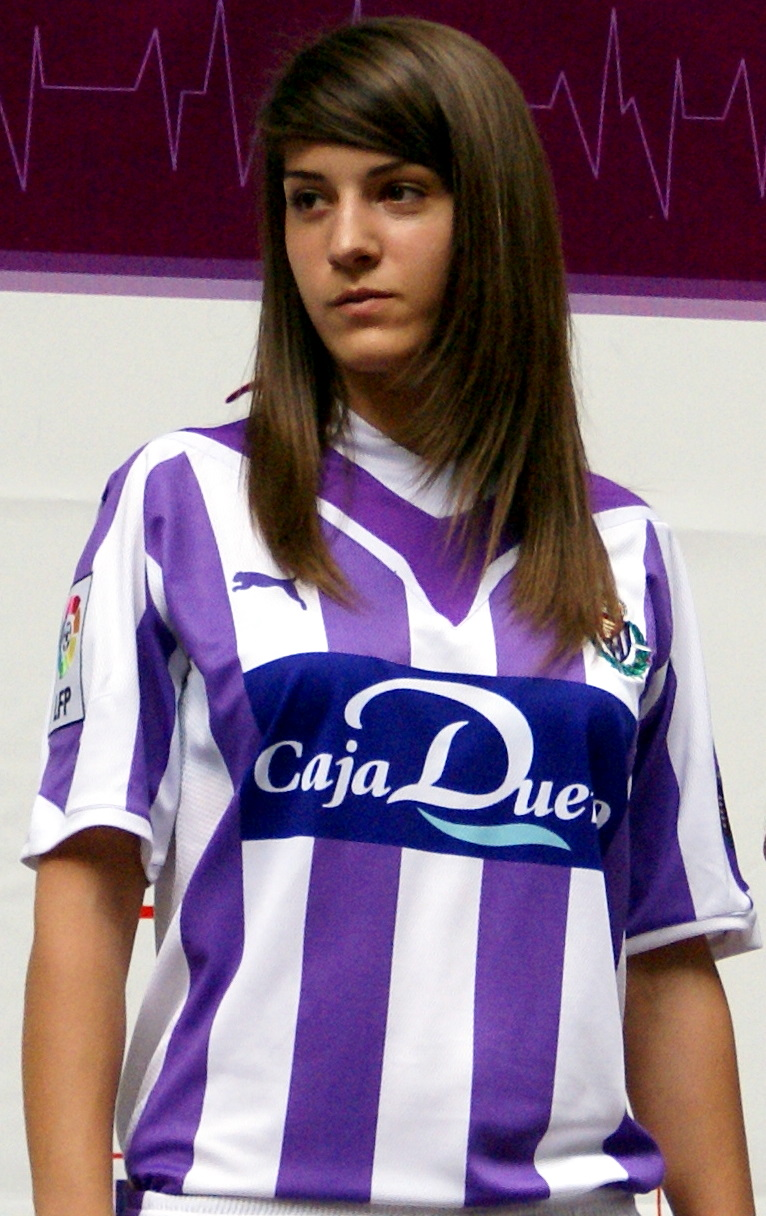
Laura Fernández durante la presentación de las equipaciones 2009-10.